# Malcolm Powder
Malcolm Powder es un personaje ficticio de los cómics estadounidenses publicados por Marvel Comics. Powder era un estudiante de secundaria que era fanático de Jessica Jones.
Eka Darville interpreta a este personaje en las series de televisión del Marvel Cinematic Universe Netflix, Jessica Jones y The Defenders.

## Historial de publicaciones
El personaje, creado por Brian Michael Bendis y Michael Gaydos, apareció por primera vez en Alias # 6

## Biografía
Él hace su primera aparición de la manera más inusual posible: irrumpir en el apartamento de Jessica y contestar su teléfono. Jessica, comprensiblemente, lo echa a patadas. Más tarde, mientras Jessica buscaba a Rick Jones (no el famoso), Malcolm aparece de nuevo pidiendo un trabajo como secretario personal a tiempo parcial; él es expulsado una vez más.
Malcolm llega de nuevo, esta vez preguntando a Jessica sobre las identidades secretas del Capitán América y Daredevil. Una vez más, él pide un trabajo y Jessica finalmente acepta con la condición de que encuentre información sobre Mattie Franklin, quien falta. Para sorpresa de Jessica, Malcolm aparece con una chica llamada Laney, que afirma que su hermano estaba saliendo con Mattie cuando desapareció. Fue visto por última vez respondiendo el teléfono de Jessica, esta vez como su secretario.

## En otros medios
Malcolm Joseph Ducasse aparece en la serie de Netflix ambientada en Marvel Cinematic Universe, interpretado por Eka Darville.
- Malcom Ducasse aparece por primera vez en Jessica Jones.[1] Es un vecino que vive justo al final del pasillo del apartamento de Jessica. Jessica se encuentra con él cuando lo salva de dos asaltantes, una reunión que no recuerda porque esa también fue la noche en que Kilgrave lo puso bajo su control. Más tarde se revela que Malcolm estaba planeando entrar en el trabajo social, pero después de que Jessica escapó del control de Kilgrave, Kilgrave rastreó a Malcolm y le ordenó que se hiciera adicto a las drogas, y le hizo tomar fotografías en secreto de Jessica. Cuando Jessica se entera, deja a Malcolm esposado en el baño y lo obliga a retirarse.[2] Pronto se convierte en el líder de un grupo de apoyo para las víctimas de Kilgrave,[3] ayuda a Robyn a cerrar cuando Kilgrave mata a su hermano,[4] permanece al lado de la cama de Luke mientras se recupera de una conmoción cerebral, y después de que Kilgrave es derrotado, comienza a trabajar para Jessica como su secretario.[5]
- Malcolm es un personaje recurrente en The Defenders. Él es introducido en el apartamento de Jessica mientras ella está involucrada en un caso de personas desaparecidas, para disgusto de Jessica, y ofrece un consejo útil que permite a Jessica rastrear la misteriosa ubicación de su interlocutor.[6] Más tarde, John Raymond, al enterarse de que Jessica lo está siguiendo, se abre camino hasta el apartamento de Jessica y detiene a Malcolm a punta de pistola. Malcolm todavía está presente cuando Elektra irrumpe en el apartamento, con la intención de matar a Raymond, que se dispara a sí mismo en vez de dejar que lo mate. Elektra huye de la escena mientras Jessica y Malcolm son arrestados por Misty Knight.[7] Misty intenta interrogar a los dos para obtener información, pero Matt Murdock aparece para rescatarlos de la custodia.[8] Más tarde, cuando La Mano comienza a apuntar a los seres queridos de los héroes, Jessica tiene a Trish y Malcolm escondidos con Colleen Wing, Claire Temple, Karen Page y Foggy Nelson en el recinto de Misty.[9] Después de que la Mano es derrotada, Malcolm fue visto por última vez ayudando a Jessica a arreglar su departamento y pintando los agujeros de bala que quedaron de la pelea de Jessica y Trish con Simpson.[10]
- En la segunda temporada de Jessica Jones, Malcolm actúa como un asociado de Jessica y constantemente toma notas de sus consejos, independientemente de si son intencionales o no.[11] Jessica lo usa para rastrear pistas en IGH, así como para resolver una disputa de alquiler con su nuevo superintendente de construcción, Oscar. Cuando Jessica y Trish encuentran a una enfermera de IGH llamada Inez Green, le encargan a Malcolm que entregue a Inez a Jeri Hogarth.[12] En medio de la investigación de IGH, Malcolm también ayuda a Jeri a descubrir la suciedad en sus parejas que intentan que la despidan. Malcolm más tarde se conecta con Trish y comienza una relación sexual con ella,[13] aunque esto termina cuando Trish, tratando de obtener poderes como Jessica del Dr. Karl Malus, noquea, ata y arropa a Malcolm en el baúl de su auto cuando trata de traer al Dr. Malus. Entonces, finalmente, ella secuestra al Dr. Malus y amenaza con matar a Malcolm si él trata de detenerla.[14] Harto de que Trish y Jessica lo usen, Malcolm se retira y se pone a trabajar para el investigador privado rival, Pryce Cheng, que a su vez ha sido contratado por la nueva firma privada de abogados de Hogarth para una tarea que Jessica no aprobaría.[15]
- En la tercera temporada de Jessica Jones, Malcolm continúa trabajando para Hogarth y está en una relación con una mujer llamada Zaya Okonjo en una fiesta en su nuevo apartamento, aunque está perturbado por los métodos utilizados para ayudar a un cliente jugador de béisbol a salir de la ciudad, un incidente por conducir en estado de ebriedad, que resultó en otro accidente que dañó la carrera del cliente.[16] Malcolm debe proteger a la hermana de Erik Gelden, Brianna, quien debe mantenerse alejada de Gregory P. Salinger, un asesino en serie psicópata e intelectualmente formidable.[17] Malcolm pide volver a unirse a Alias Investigations, a lo que Jessica acepta; asignándolo a investigar los archivos de Jace Montero. Después de romper con Zaya, Malcolm comienza una relación con Brianna.[18] Después de que Trish mató a Sallinger en el ascensor del juzgado, Malcolm decide ayudar a Jessica a exigir que la detenga y le sugiere que involucre a la policía, pero si eso sucediera, el público se enteraría y la perseguiría fuera de la ciudad. Después de que Malcolm vio la noticia que detallaba el salvaje asalto de Trish a Demetri Patseras, Jessica filtra la noticia sobre la identidad de Trish como la justiciera enmascarada. A la mañana siguiente, un camionero le dice a Malcolm que vio a Trish en un Lexus plateado y que se dirigía al este, donde se encontraba el antiguo aeropuerto. Malcolm y Erik se quedan porque Jessica quería lidiar con Trish sola. Al final, después de que Trish fue arrestada, Malcolm ve a Jessica al irse de viaje y ella le da las llaves de Alias Investigations y le dice que no lo arruine.[19]